# Municipio de Texcoco
El municipio de Texcoco es uno de los 125 municipios en que se divide el Estado de México, uno de los 31 estados integrantes de México. Se encuentra localizado en la zona oriente del estado, al nororiente de la Ciudad de México, formando parte del Valle de México, y su cabecera es la ciudad de Texcoco de Mora. Es uno de los dieciséis municipios que conforman la Región Texcoco cuya cabecera municipal es la cabecera regional y a la vez una de las cuatro ciudades que fundaron el Valle de México.

## Toponimia
Con base en la etimología náhuatl y en los códices, así como en las reglas fonéticas, Texcoco tiene las siguientes raíces: tē- (gente), tsikoa (retener), -ko (locativo), por lo que su traducción sería “lugar donde se retiene gente”.
Una de las causas de los diferentes significados de la palabra Texcoco, son las diversas formas en que los códices representan a este lugar. Por ejemplo, en el Códice Azcatitlan su representación pictográfica es una piedra, símbolo del cerro o lugar con una flor encima; en el Códice Cruz aparece el signo del lugar o cerro con una olla encima; en el Xólotl se puede observar un cerro y una piedra que a su vez tiene una olla encima; en el Mapa Quinantzin se encuentra una olla de donde sale una planta con material pétreo al fondo.
Texcoco fue capital de la provincia de Acolhuacán y por eso en algunas representaciones pictográficas como en la del Códice Osuna se le represente con los símbolos de esta provincia.

## Geografía
Texcoco está situado en la zona oriente del Estado de México, su territorio se extiende desde la cuenca de México hasta la sierra de Río Frío, sus límites son al norte con el municipio de Tepetlaoxtoc, el municipio de Papalotla, el municipio de Chiautla y el municipio de Chiconcuac, al sur con los de Chimalhuacán, Chicoloapan e Ixtapaluca, al oeste con el municipio de Atenco y al este con el estado de Tlaxcala en los municipios de Calpulalpan y Nanacamilpa y con el estado de Puebla en el municipio de Tlahuapan.
Su extensión territorial es de 432.61 km²  y tiene una altitud media de 2257 metros sobre el nivel del mar, con respecto al centro de la Ciudad de México.

### Orografía e hidrografía
El territorio del municipio de Texcoco es plano en su occidente y centro, y muy montañoso y accidentado en sus extremos orientales, conformados por la Sierra Nevada. La máxima elevación del municipio es el monte Tláloc, que alcanza los 4120 metros de altitud. Se trata de la cuarta cima más alta del Estado de México.
Toda la zona occidental del municipio está ocupada por el vaso del antiguo lago de Texcoco, que cubría, hasta su desecación, gran parte de lo que hoy es el Valle de México. Las principales corrientes son los arroyos Cozcacuaco, Chapingo y San Bernardino que descienden desde las faldas del monte Tláloc. Todo el territorio del municipio pertenece a la Cuenca del Lago de Texcoco-Zumpango y la Región hidrológica Pánuco.

### Flora
Por su clima templado y su altura sobre el nivel del mar el municipio cuenta con una flora propia de estas regiones. Así tenemos en el Monte Tláloc especies como el oyamel, encino, y otras coníferas, aunque no en cantidad suficiente para una explotación importante. Hace mucho se explotaron los bosques sin ninguna consideración, convirtiendo sus árboles en vigas y morillos para construcción, por lo que ahora se sufren las consecuencias.
El clima es propicio para el crecimiento de árboles como: pirul, sauce, fresno, nogal, tejocote, capulín, chabacano, olivo, manzano, higo, etc. En cuanto a las plantas y flores, crecen fácilmente flores como las rosas, claveles, alcatraces, gladiolas, agapandos, nube, margaritas, margaritonas, violetas, buganvilias, nardos, azucenas, etc.
Entre las comunidades dedicadas a actividades floricultoras tenemos a San Simón, San José Texopa, San Diego, San Miguel Coatlinchán, San Miguel Tlaixpan, San Nicolás Tlaminca y San Pablo Ixayoc, entre otras.
Desde tiempos antiguos se cultiva maíz, legumbres, trigo, cebada, alfalfa y frijol, así como magueyes y nopales.

### Fauna
El municipio contó en el pasado con una fauna abundante que hoy está por desaparecer o se encuentra extinta, como el venado, coyote y ocelote. Se conservan silvestres en sus bosques especies como el conejo, liebre, cacomiztle, tejón, ardilla, tuza, rata de campo, lobo gris, lobillos, etc.
Los reptiles también casi han desaparecido en la región y sólo quedan algunos como la víbora de cascabel y los llamados "cincuates", especie de víbora de 35 a 50 cm, no venenosa que en algunas regiones se consume como alimento, y que se halla rodeada de cierto misticismo. Por ser zona lacustre, existieron en forma abundante viborillas de agua, inofensivas, que están por extinguirse en la región.
De las aves, han desaparecido las águilas y halcones grandes. Se conservan algunas especies de gavilanes, zopilotes y lechuzas, en poblaciones muy disminuidas.
"Aunque en la Sierra Zoquiapan se han visto ejemplares de coyote y lobo en las partes más alejadas del monte, por los que da un poco de esperanza de que algunos depredadores pequeños sobrevivan en la zona".

## Política y Gobierno
El gobierno del municipio le corresponde al Ayuntamiento, que está conformado por el presidente municipal, un síndico y un cabildo integrado por 9 regidores, el Ayuntamiento permanece en su cargo por un periodo de tres años, reelegibles para dos periodos consecutivos, el periodo gubernamental inicia el día 1 de enero del año de la elección.

### División administrativa
El municipio se encuentra dividido en 80 delegaciones que son integradas cada una de ella por tres delegadas nombrados por la mesa.

### Representación legislativa
Para la división territorial es distritos electorales donde son electos los diputados locales y federales, el municipio de Texcoco se encuentra dividido de la siguiente manera:
Local:
- XXIII distrito electoral Local del Estado de México con cabecera en Texcoco.

Federal:
- XXXVIII Distrito Electoral Federal del Estado de México con cabecera en Texcoco.

### Presidentes municipales
- (1954 - 1957): Rafael Espinosa López
- (1957 - 1960): Silverio Pérez
- (1960 - 1963): Benito Bustamante Buendía
- (1963 - 1966): Jorge Cortés Ramírez
- (1966): Victorina Mayer de González (interinato)
- (1966 - 1969): Silverio Pérez
- (1969 - 1972): Benito Bustamante Buendía
- (1972 - 1975): Mauricio Valdés Rodríguez
- (1975 - 1978): Silverio Pérez
- (1978 - 1981): José Carmelo Vázquez Ávila
- (1981 - 1984): Jorge Ávila Álvarez
- (1984 - 1987): Rafael Garay Cornejo
- (1987 - 1990): Humberto Sánchez Tapia
- (1990 - 1993): Isidoro Burges Cuesta
- (1993 - 1996): Héctor Terrazas González
- (1996 - 2000): Jorge de la Vega Membrillo
- (2000 - 2003): Horacio Duarte Olivares
- (2003 - 2006): Higinio Martínez Miranda
- (2006): Nazario Gutiérrez Martínez
- (2006 - 2009): Constanzo de la Vega Membrillo
- (2009 - 2011): Amado Acosta García
- (2011 - 2013): Arturo Martínez Alfaro
- (2013 - 2015): Delfina Gómez Álvarez
- (2015 - 2018): Higinio Martínez Miranda
- (2018 - 2021): Sandra Luz Falcón Venegas
- (2021 - 2024): Sandra Luz Falcón Venegas
- (2024 - 2027) Nazario Gutiérrez Martínez

## Infraestructura

### Comunicaciones y Transporte
En octubre del dos mil once, se incorporó una entrada al Circuito Exterior Mexiquense justo a espaldas del Centro Cultural Mexiquense Bicentenario ubicado en la entrada de Coatlinchan, la cual desemboca en la autopista México-Puebla con salida en la carretera federal México-Cuautla, lo cual ahorra alrededor de cuarenta y cinco minutos a los usuarios que viajan hacía Chalco e Ixtapaluca, así como aquellos cuyo destino es la Ciudad de Puebla.

## Transporte público en Texcoco
- Autobuses del Valle de México: Texcoco/Tulantongo/Feria del Caballo/San Miguel Tlaixpan/San Luis/San Miguel Coatlinchán/Coatlinchan Gonzalez/Cristo/Xocotlan y Chapingo al metro La Paz y San Vicente Chicoloapan
- Rápidos del Valle de México: Tulantongo/Feria del Caballo/San Miguel Tlaixpan/San Luis/San Miguel Coatlinchán/Coatlinchan Gonzalez/Cristo/Xocotlan y Chapingo al metro La Paz y Texcoco de Mora
- Transportes de Segunda Clase México Tepetitlán

- Autobuses Teotihuacan:

Rutas orientadas hacía poblados cercanos a Teotihuacán, pasando por municipios como Chiautla, Acolman, Tezoyuca, Teotihuacán y Otumba.
Por otra parte, se encuentran los autobuses rumbo a Indios Verdes, Martín Carrera, y Deportivo 18 de Marzo.

## Economía
Las actividades económicas que desempeñan las personas de este municipio más sobresalientes son: el manejo del barro, la vidriería y el aluminio, agricultura, ganadería, vidrio soplado, bienes y servicios.
También la industria textil está presente dentro del municipio de Texcoco.
Existen diversos centros comerciales como, Patio Texcoco, Portal Texcoco y Plaza la Morena Texcoco.

## Demografía
La población del municipio de Texcoco es de 235 151 personas de las cuales 115 648 son hombres y 119 503 son mujeres, estos resultados fueron obtenidos en el Conteo de Población y Vivienda realizado en 2005 por el Instituto Nacional de Estadística y Geografía.

### Localidades
El municipio de Texcoco incluye un total de 70 localidades; las principales y su población correspondiente de acuerdo al censo de 2010 son las siguientes:
| Localidad                 | Población |
| Total Municipio           | 235 151   |
| Texcoco de Mora           | 105 165   |
| San Miguel Coatlinchán    | 22 619    |
| Santa María Tulantongo    | 15 584    |
| Santiago Cuautlalpan      | 12 336    |
| Montecillo                | 7 371     |
| San Miguel Tlaixpán       | 7 064     |
| San Joaquín Coapango      | 6 774     |
| San Jerónimo Amanalco     | 6 519     |
| San Bernardino            | 5 667     |
| Santa Catarina del Monte  | 5 599     |
| Tequexquináhuac           | 5 279     |
| San Dieguito Xochimanca   | 5 239     |
| Xocotlán                  | 5 082     |
| San Diego de Alcalá       | 4 270     |
| La Purificación Tepetitla | 3 790     |
| Santa María Tecuanulco    | 2 773     |
| San Pablo Ixayoc          | 2 608     |

## Cultura

### Fiestas populares
Dentro del municipio de Texcoco se celebran diversas fiestas dedicadas a los Santos Patrones de diversas comunidades, tal es el caso de San Miguel celebrada el 29 de septiembre en las comunidades de Coatlinchán, San Miguel Tlaixpan y San Miguel Tocuila . 
Ferias y fiestas dedicadas al apóstol Santiago, toman lugar el 26 de julio de cada año en Santiago Cuautlalpan y en el barrio Santiaguito.
Así mismo, se celebran otras fiestas patronales como: 
- El 13 de junio es dedicado a San Antonio de Padua.
- Fiesta del viernes de Cuaresma en el barrio de San Bernardino.
- Fiesta del Señor de la Presa que se celebra en mayo - junio en el parque Molino de flores, todas ellas con danzas de moros y cristianos, pastoras, vaqueros, santiagueros, suchiles, bandas de música de viento, fuegos artificiales y peleas de gallos.

Así mismo, es en municipio de Texcoco donde se celebra la Feria Internacional del Caballo. La cual es importante exposición agrícola, ganadera, industrial, comercial y artesanal, con charreadas, actividades ecuestres, palenque, corridas de toros, presentaciones artísticas y culturales de primer orden.
También se lleva a cabo la Feria Nacional de la Cultura Rural (FNCR) por parte de la Universidad Autónoma Chapingo, en la cual participan los 32 estados de la República Mexicana que exhiben artesanías, música, danza y los más deliciosos sabores de su gastronomía regional. Es uno de los encuentros culturales más importantes no solo de esta institución sino también de la región pues permite apreciar la gran variedad de culturas del país.
De igual manera, anualmente se celebra el festival del Rey Poeta Netzahualcoyotl, en el cual se presenten  diversas obras de teatro y conciertos con grupos musicales nacionales.

### Artesanías
En las artesanías podemos encontrar productos como: el vidrio soplado, la reproducción de piezas arqueológicas de barro, además de las cazuelas del mismo material, estas popularmente se suelen encontrar en los pueblos o colonias llamadas San José Texopa y Santa Cruz de Arriba (comunidades reconocidas por sus artesanías en barro).

### Gastronomía
Los platillos característicos son: barbacoa (platillo preparado con carne de borrego y hojas de maguey en horno de tierra o piedra), carnitas (carne de cerdo condimentada y frita), pescaditos, tlacoyos (gordita de masa de maíz blanco o azul, rellena de frijol, requesón, alverjón, etc.), acociles (camarón de río), ahuautle (hueva de mosquito) y pulque (bebida alcohólica preparada con el líquido producido por del maguey, se le conoce como agua miel "mediante el corte y reposado del maguey de manera que la planta, aún viva, exhume sus jugos y estos se acumulan en el nicho así abierto, con el aspecto de un líquido cristalino y viscoso, muy dulce y ligeramente astringente").

## Personas destacadas
- Acolmiztli-Nezahualcóyotl: Rey tezcocano, poeta, arquitecto, ingeniero, filósofo, botánico. (1402-1472).
- Ángel Barrios: Ingeniero que en 1910 encabezó la revolución maderista en Oaxaca.
- Coanácoch: Séptimo rey de Texcoco, su nombre también aparece en las formas: Coanaco, Coanacoc y Cohuanacotzin.
- Rizieri Rodríguez Plascencia. Periodista nacido en Texcoco, con carrera en Hidalgo.
- Fernando de Alva Ixtlilxóchitl: Historiador y traductor.
- Nezahualpilli: Rey texcocano, hijo de Acolmiztli-Nezahualcóyotl.
- Silverio Pérez: Torero apodado "El Faraón de Texcoco".
- Claudio Suárez: Exjugador y capitán de la Selección mexicana de fútbol.
- Tex Tex: Banda de Rock Urbano.
- Fray Diego Durán: De la orden de los dominicos, escribió la obra "Libro de los dioses y ritos" en lengua náhuatl.
- Delfina Gómez Álvarez: Gobernadora constitucional del Estado de México.
- Elisa Carrillo Cabrera: Bailarina y embajadora de la cultura en México.